# Alfabetul uigur

„Uigur”, scris în alfabetul uigur

Alfabetul uigur a fost alfabetul folosit pentru a scrie limba uigură veche, un dialect al turcicii vechi, limba oficială a Hanatului Uigur. A fost o adaptare a alfabetului aramaic, ajuns în Asia Centrală prin intermediul creștinismului și al maniheismului. Este apropiat de alfabetul tradițional mongol.
Limba uigură nu a folosit niciodată acest alfabet, nefiind înrudită în mod direct cu uigura veche.